# Olympische Winterspiele 1964/Bob – Viererbob (Männer)
Der Viererbob der Männer bei den Olympischen Winterspielen 1964 in Innsbruck bestand aus vier Läufen, von denen zwei am 5. und zwei am 7. Februar 1964 ausgetragen wurden. Austragungsort war die Olympia-Bobbahn Igls. Am Start waren 72 Teilnehmer aus 11 Ländern. Olympiasieger wurden die Kanadier Victor Emery, Peter Kirby, Douglas Anakin und John Emery mit einer Gesamtzeit von 4:14,46 Minuten. Die Silbermedaille holten Erwin Thaler, Adolf Koxeder, Josef Nairz und Reinhold Durnthaler aus Österreich vor Eugenio Monti, Sergio Siorpaes, Benito Rigoni und Gildo Siorpaes aus Italien, die die Bronzemedaille gewannen.

## Titelträger
| Olympiasieger | Franz Kapus Gottfried Diener Robert Alt Heinrich Angst ( Schweiz)                | Cortina d’Ampezzo 1956 | 5:10,44 min |
| Weltmeister   | Sergio Zardini Ferruccio Dalla Torre Renato Mocellini Romano Bonagura ( Italien) | Igls 1963              | 4:19,34 min |

## Ergebnisse
| Rang | Athleten                                                              | Nation             | Lauf 1     | Lauf 1 | Lauf 2     | Lauf 2 | 1. Tag     | 1. Tag | Lauf 3     | Lauf 3 | Lauf 4     | Lauf 4 | Gesamt     |
| Rang | Athleten                                                              | Nation             | Zeit (min) | Rang   | Zeit (min) | Rang   | Zeit (min) | Rang   | Zeit (min) | Rang   | Zeit (min) | Rang   | Zeit (min) |
| ---- | --------------------------------------------------------------------- | ------------------ | ---------- | ------ | ---------- | ------ | ---------- | ------ | ---------- | ------ | ---------- | ------ | ---------- |
| 001  | Victor Emery Peter Kirby Douglas Anakin John Emery                    | Kanada             | 1:02,99    | 1      | 1:03,82    | 2      | 2:06,81    | 1      | 1:03,64    | 2      | 1:04,01    | 1      | 4:14,46    |
| 002  | Erwin Thaler Adolf Koxeder Josef Nairz Reinhold Durnthaler            | Österreich         | 1:03,67    | 3      | 1:03,94    | 3      | 2:07,61    | 3      | 1:03,74    | 3      | 1:04,13    | 3      | 4:15,48    |
| 003  | Eugenio Monti Sergio Siorpaes Benito Rigoni Gildo Siorpaes            | Italien            | 1:03,43    | 2      | 1:04,07    | 5      | 2:07,50    | 2      | 1:04,02    | 4      | 1:04,08    | 2      | 4:15,60    |
| 004  | Sergio Zardini Sergio Mocellini Ferruccio Dalla Torre Romano Bonagura | Italien            | 1:03,95    | 6      | 1:04,10    | 6      | 2:08,05    | 6      | 1:03,59    | 1      | 1:04,25    | 4      | 4:15,89    |
| 005  | Franz Schelle Ludwig Siebert Josef Sterff Otto Göbl                   | Deutschland        | 1:04,21    | 7      | 1:03,50    | 1      | 2:07,71    | 4      | 1:04,15    | 5      | 1:04,33    | 6      | 4:16,19    |
| 006  | Bill Hickey Reg Benham Bill Dundon Chuck Pandolph                     | Vereinigte Staaten | 1:03,90    | 4      | 1:04,11    | 7      | 2:08,01    | 5      | 1:04,43    | 6      | 1:04,79    | 11     | 4:17,23    |
| 007  | Paul Aste Herbert Gruber Andreas Arnold Hans Stoll                    | Österreich         | 1:04,65    | 14     | 1:04,40    | 9      | 2:09,05    | 11     | 1:04,43    | 6      | 1:04,25    | 4      | 4:17,73    |
| 008  | Herbert Kiesel Bernhard Wild Hansruedi Beugger Oskar Lory             | Schweiz            | 1:04,33    | 9      | 1:04,54    | 13     | 2:08,87    | 9      | 1:04,65    | 10     | 1:04,60    | 8      | 4:18,12    |
| 009  | Franz Wörmann Anton Wackerle Rupert Grasegger Hubert Braun            | Deutschland        | 1:04,47    | 10     | 1:04,42    | 10     | 2:08,89    | 10     | 1:05,25    | 14     | 1:04,54    | 7      | 4:18,68    |
| 010  | Hans Zoller Hans Kleinpeter Fritz Lüdi Robert Zimmermann              | Schweiz            | 1:04,83    | 16     | 1:04,52    | 12     | 2:09,35    | 14     | 1:04,97    | 11     | 1:04,73    | 9      | 4:19,05    |
| 011  | Kjell Holmström Walter Aronson Kjell Lutteman Carl-Erik Eriksson      | Schweden           | 1:04,26    | 8      | 1:04,04    | 4      | 2:08,30    | 8      | 1:04,56    | 8      | 1:06,38    | 16     | 4:19,24    |
| 012  | Anthony Nash Guy Renwick David Lewis Robin Dixon                      | Großbritannien     | 1:04,56    | 12     | 1:05,07    | 16     | 2:09,63    | 16     | 1:04,64    | 9      | 1:05,13    | 12     | 4:19,40    |
| 013  | Bill McCowen Robin Widdows Robin Seel Andrew Hedges                   | Großbritannien     | 1:04,49    | 11     | 1:04,68    | 14     | 2:09,17    | 13     | 1:05,53    | 15     | 1:04,73    | 9      | 4:19,43    |
| 014  | Monty Gordon Christopher Ondaatje David Hobart Gordon Currie          | Kanada             | 1:04,63    | 13     | 1:04,43    | 11     | 2:09,06    | 12     | 1:05,06    | 13     | 1:05,66    | 14     | 4:19,78    |
| 015  | Ion Panțuru Gheorghe Maftei Constantin Cotacu Hariton Pașovschi       | Rumänien           | 1:04,70    | 15     | 1:04,89    | 15     | 2:09,59    | 15     | 1:05,05    | 12     | 1:05,16    | 13     | 4:19,80    |
| 016  | Héctor Tomasi Carlos Tomasi Hernán Agote Fernando Rodríguez           | Argentinien        | 1:05,74    | 17     | 1:06,08    | 18     | 2:11,82    | 17     | 1:07,07    | 17     | 1:06,62    | 17     | 4:25,51    |
| 017  | Jean de Crawhez Thierry De Borchgrave Charly Bouvy Camille Liénard    | Belgien            | 1:07,46    | 18     | 1:05,56    | 17     | 2:13,02    | 18     | 1:06,51    | 16     | 1:06,31    | 15     | 4:25,84    |
| DNF  | Larry McKillip Bob Rogers Mike Baumgartner James Lamy                 | Vereinigte Staaten | 1:03,92    | 5      | 1:04,22    | 8      | 2:08,14    | 7      | –          | DNS    | –          | –      | –          |